# Riley Mason
Riley Mason (Orlando, Florida; 15 de julio de 1985) es una actriz pornográfica estadounidense. Estuvo nominada en 2007 para tres AVN Awards, incluido el de Mejor Actriz Debutante.
Riley empezó su carrera con 19 años de edad en 2004 con el film gonzo Hard Candy 1. A ella se le considera como una chica con un look "alternativo" y es una popular modelo y actriz de altporn en videos y websites.

## Filmografía
| - 100 % Natural Wonders 4 - 110 % Natural 12 All Teens 1 - Amateur Beaver Hunt 2 - Ambushed 1 - Babysitter 26 - Backseat Bangers 8 - Barefoot Confidential 46 - Barely Legal 68 - Big Cock Seductions 26 - Big Mouthfuls 8 - Blacklight Beauty - Bustful of Dollars - Butt Licking Anal Whores 6 - Cock Starved 3 - Craving Big Cocks 11 - Cum In My Mouth - I'll Spit It Back In Yours 4 - Cum On My Tattoo 2 - Cum Swapping Fuck Dolls 1 - Down The Hatch 17 - Erik Everhard Fucks Them All - Erotica XXX 11 - Finally Legal 17 - First Offense 19 - Gauntlet 2 - Girls Lie - Hand To Mouth 3 - Hard Candy 1 - I Love Riley - It's All About Ava - Jack's Playground 33 - Jack's Teen America 16 | - Jack's Teen America 17 - Lewd Conduct 25 - Lords Of Doggie Style Town - Manuel Ferrara Fucks Them All - More Dirty Debutantes 335 - More Dirty Debutantes 338 - Mr. Camel Toe 5 - Naughty Book Worms 2 - Neu Wave Hookers - Nowhere Angels - Ol' Dirty Bastards 1 - Oral Consumption 8 - POV Casting Couch 10 - POV Fantasy 4 - Razordolls - Shane's World: Girls Night Out 3 - Spring Chickens 17 - Suburban Sex Party 1 - Super Naturals 3 - Suthern Cumfort - Swallow Every Drop 4 - Take It Black 5 - Teen Cum Targets - Teen Dreams 12 - Teenage Spermaholics 5 - Totally Fucked - Tug Jobs 9 - We Swallow 13 - West Coast Gangbang 20 - Whores In Heat - Your Ass Is Mine 3 Fuente: Iadf.com |